# Landkreis Füssen

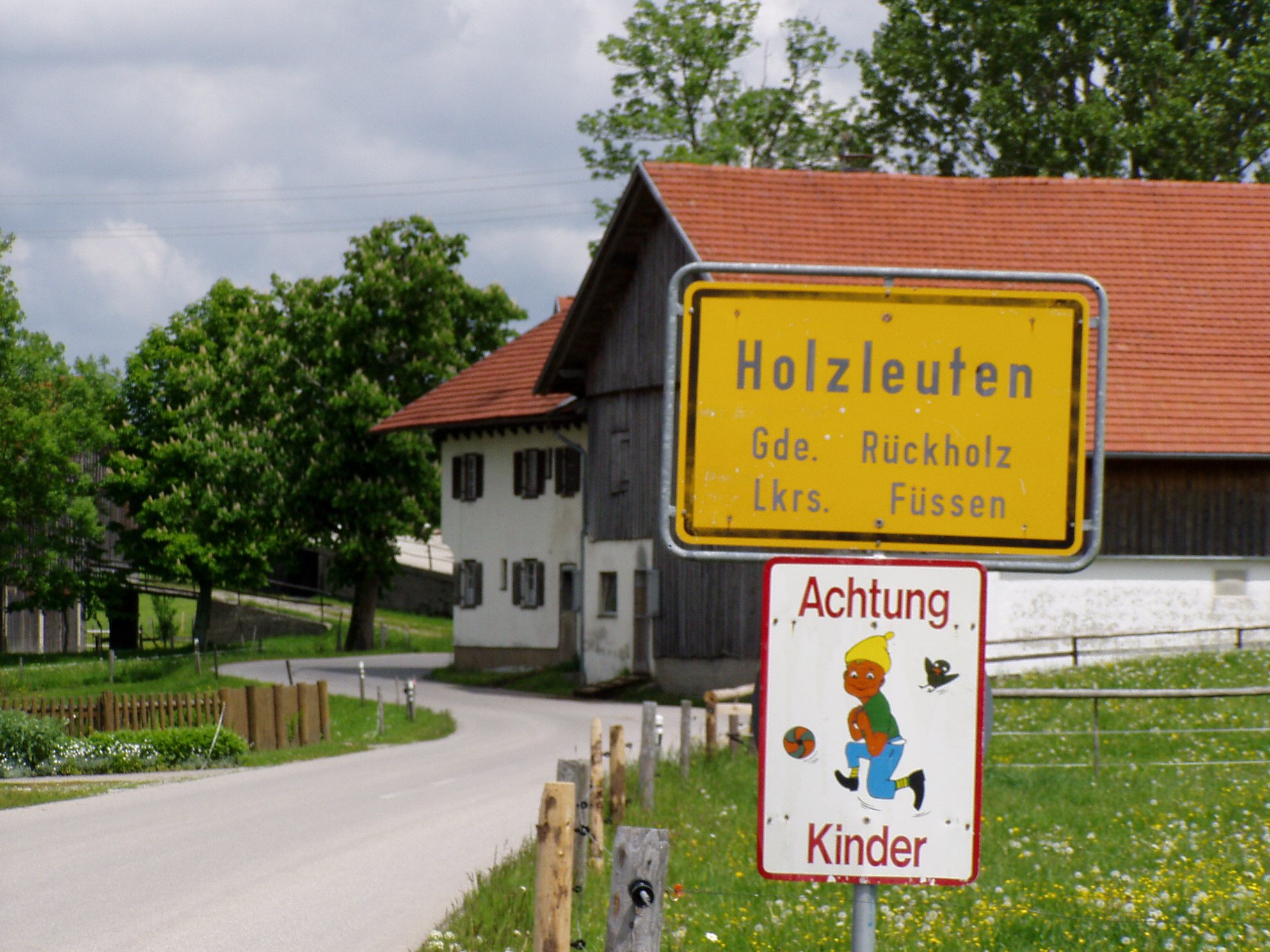
Altes Ortsschild in Holzleuten, Gde. Rückholz

Der Landkreis Füssen, bis 1939 Bezirksamt Füssen, gehörte zum bayerischen Regierungsbezirk Schwaben. Bei seiner Auflösung in der Gebietsreform im Jahre 1972 umfasste der Landkreis 18 Gemeinden. Das ehemalige Kreisgebiet gehört heute zum Landkreis Ostallgäu.

## Geographie

### Wichtige Orte
Die einwohnerstärksten Gemeinden waren Füssen, Pfronten, Schwangau und Nesselwang. Füssen war mit 808 m ü. d. M. die höchstgelegene Kreisstadt Bayerns.

### Nachbarkreise
Der Landkreis grenzte 1972 im Uhrzeigersinn im Westen beginnend an die Landkreise Sonthofen, Kempten (Allgäu), Marktoberdorf, Schongau und Garmisch-Partenkirchen. Im Süden grenzte der Landkreis an das österreichische Bundesland Tirol (Bezirk Reutte).

## Geschichte

### Bezirksamt
Das Bezirksamt Füssen folgte im Jahr 1862 dem flächengleichen Landgericht älterer Ordnung Füssen.
Am 4. August 1865 wechselte die Gemeinde Schwangau aus dem Bezirksamt Schongau ins Bezirksamt Füssen.
Anlässlich der Reform des Zuschnitts der bayerischen Bezirksämter erhielt das Bezirksamt Füssen am 1. Januar 1880 zwei weitere Gemeinden des Bezirksamtes Schongau (Buching und Trauchgau) und trat die Gemeinde Lengenwang an das Bezirksamt Oberdorf ab.

### Landkreis
Am 1. Januar 1939 wurde im Deutschen Reich die einheitliche Bezeichnung Landkreis eingeführt. So wurde aus dem Bezirksamt der Landkreis Füssen.
Am 1. Juli 1972 wurde der Landkreis Füssen im Zuge der Gebietsreform in Bayern mit großen Teilen der Landkreise Kaufbeuren und Marktoberdorf zum neuen Landkreis Ostallgäu zusammengefasst, der bis zum 1. Mai 1973 noch den vorläufigen Namen Landkreis Marktoberdorf trug.

## Einwohnerentwicklung
| Jahr | Einwohner | Quelle |
| ---- | --------- | ------ |
| 1864 | 12.774    | [ 9 ]  |
| 1885 | 15.934    | [ 10 ] |
| 1900 | 18.167    | [ 11 ] |
| 1910 | 20.520    | [ 11 ] |
| 1925 | 22.667    | [ 12 ] |
| 1939 | 25.811    | [ 13 ] |
| 1950 | 36.924    | [ 14 ] |
| 1960 | 34.600    | [ 15 ] |
| 1971 | 36.200    | [ 16 ] |

## Gemeinden
Die Gemeinden des Landkreises Füssen vor der Gemeindereform 1971/78. Die Gemeinden, die es heute noch gibt, sind fett geschrieben.
| frühere Gemeinde   | heutige Gemeinde     | heutiger Landkreis  |
| ------------------ | -------------------- | ------------------- |
| Buching            | Halblech             | Landkreis Ostallgäu |
| Eisenberg          | Eisenberg            | Landkreis Ostallgäu |
| Enzenstetten       | Seeg                 | Landkreis Ostallgäu |
| Eschach            | Füssen               | Landkreis Ostallgäu |
| Füssen (Stadt)     | Füssen               | Landkreis Ostallgäu |
| Hopfen am See      | Füssen               | Landkreis Ostallgäu |
| Hopferau           | Hopferau             | Landkreis Ostallgäu |
| Lechbruck am See   | Lechbruck am See     | Landkreis Ostallgäu |
| Nesselwang (Markt) | Nesselwang           | Landkreis Ostallgäu |
| Pfronten           | Pfronten             | Landkreis Ostallgäu |
| Rieden             | Rieden am Forggensee | Landkreis Ostallgäu |
| Roßhaupten         | Roßhaupten           | Landkreis Ostallgäu |
| Rückholz           | Rückholz             | Landkreis Ostallgäu |
| Schwangau          | Schwangau            | Landkreis Ostallgäu |
| Seeg               | Seeg                 | Landkreis Ostallgäu |
| Trauchgau          | Halblech             | Landkreis Ostallgäu |
| Weißensee          | Füssen               | Landkreis Ostallgäu |
| Zwieselberg        | Roßhaupten           | Landkreis Ostallgäu |

Landkreis Füssen, Gemeindegrenzenkarte von 1961

Die Gemeinde Faulenbach wurde am 1. November 1921 in die Stadt Füssen eingegliedert. Die beiden Gemeinden Pfronten-Berg und Pfronten-Steinach wurden am 1. April 1935 zur Gemeinde Pfronten zusammengeschlossen.

## Kfz-Kennzeichen
Am 1. Juli 1956 wurde dem Landkreis bei der Einführung der bis heute gültigen Kfz-Kennzeichen das Unterscheidungszeichen FÜS zugewiesen. Die Kfz-Kennzeichen der Landkreise Füssen und Marktoberdorf (MOD) blieben nach der Auflösung dieser Landkreise am 1. Juli 1972 jedoch noch für einige Jahre gültig. Insbesondere wegen heftiger Proteste aus dem vormaligen Landkreis Füssen galt erst seit dem 1. August 1979 für den gesamten Landkreis uneingeschränkt das Kfz-Kennzeichen OAL.
Seit dem 10. Juli 2013 ist das Unterscheidungszeichen FÜS im Landkreis Ostallgäu aufgrund der Kennzeichenliberalisierung wieder erhältlich.